# Chantrans
Chantrans é uma comuna francesa na região administrativa de Borgonha-Franco-Condado, no departamento de Doubs. Estende-se por uma área de 14,31 km². Em 2010 a comuna tinha 411 habitantes (densidade: 28,7 hab./km²).